# Taufbecken (Schretzheim)

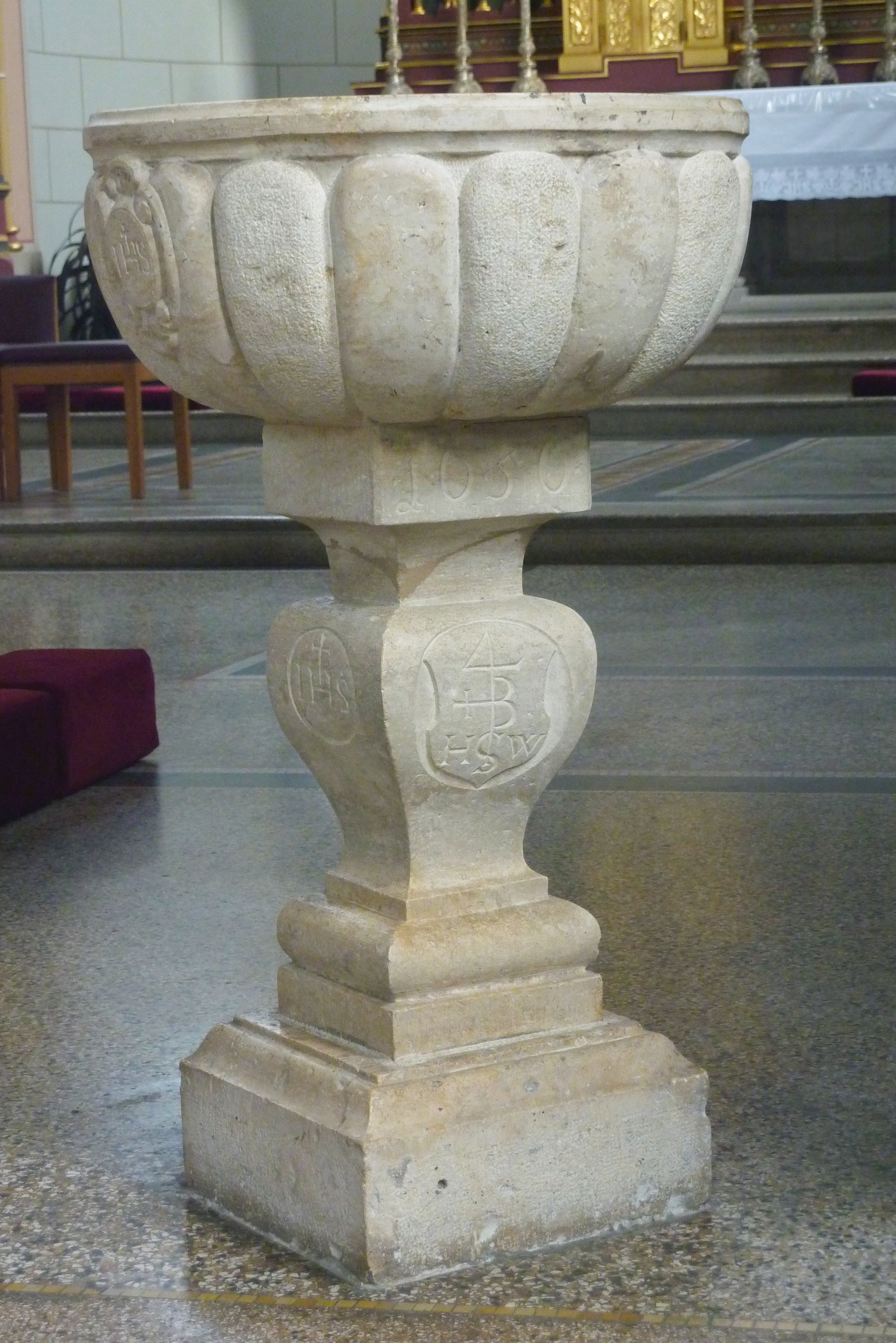
Taufbecken in Schretzheim mit Steinmetzzeichen HSW

Das Taufbecken in der katholischen Pfarrkirche Maria Rosenkranzkönigin in Schretzheim, einem Stadtteil von Dillingen an der Donau im Landkreis Dillingen an der Donau im bayerischen Regierungsbezirk Schwaben, wurde 1656 geschaffen. Das Taufbecken, das vom Vorgängerbau übernommen wurde, ist als Teil der Kirchenausstattung ein geschütztes Baudenkmal.
Das Taufbecken aus Kalkstein, mit der typischen Godronierung im Stil des Barocks, besteht aus einer Muschelschale auf viereckigem Balusterfuß mit Wappentartsche. Darauf ist das Steinmetzzeichen HSW angebracht, das als Meisterzeichen von Hans Salzmann aus Wittislingen identifiziert wurde. Ferner sind die Monogramme Christi und Mariä am Baluster und der Name H. Lorenz des vermutlichen Stifters an der Balusterplatte zu sehen.